# 2017年インド大統領選挙
2017年インド大統領選挙（2017ねんインドだいとうりょうせんきょ、英語: 2017 Indian presidential election）は、2017年7月17日に行われたインドの国家元首である大統領を選出するために行われた選挙である。

## 概要
2017年7月24日に任期満了となる予定であったプラナブ・ムカルジー大統領は、高齢であるため健康上の懸念を理由として出馬を辞退した。

## 候補者
| インド人民党                 | インド国民会議   |
| ラーム・ナート・コーヴィンド | メイラ・クマール |
|                              |                  |
| ビハール州知事 元上院議員    | 元下院議長       |
| ウッタル・プラデーシュ州     | ビハール州       |

## 選挙結果
| 候補者             | 候補者                       | 所属政党           | 議員投票 | 獲得選挙人 | 得票率 |
|                    | ラーム・ナート・コーヴィンド | インド人民党       | 2,930    | 702,044    | 65.65% |
|                    | メイラ・クマール             | インド国民会議     | 1,844    | 367,314    | 34.35% |
|                    |                              |                    |          |            |        |
| 有効票数（有効率） | 有効票数（有効率）           | 有効票数（有効率） | 4,774    | 1,069,358  | 98.08% |
| 無効票数（無効率） | 無効票数（無効率）           | 無効票数（無効率） | 77       | 20,942     | 1.92%  |
|                    |                              |                    |          |            |        |
| 投票総数（投票率） | 投票総数（投票率）           | 投票総数（投票率） | 4,851    | 1,090,300  | 不明   |
| 棄権者数（棄権率） | 棄権者数（棄権率）           | 棄権者数（棄権率） | 不明     | 不明       | 不明   |
|                    |                              |                    |          |            |        |
| 有権者数           | 有権者数                     | 有権者数           | 不明     | 不明       | 不明   |
| 出典：             |                              |                    |          |            |        |